# ノンちゃん雲に乗る
『ノンちゃん雲に乗る』（ノンちゃんくもにのる）は、1951年に出版された石井桃子の児童文学作品。
1955年に鰐淵晴子の主演で映画化され、翌1956年にはテレビ化された。また、2008年12月24日には作品をモチーフにオリジナル楽曲として大橋のぞみのCDアルバム『ノンちゃん雲に乗る』が発売された。

## あらすじ
8歳の女の子、田代信子（ノンちゃん）は、ある春の朝、お母さんと兄ちゃんが自分に黙って出かけたので、悲しくて泣いていた。木の上からひょうたん池に映る空を覗いているうちに、誤って池に落ちてしまう。気がつくとそこは水の中の空の上。雲の上には白いひげを生やしたおじいさんがいて、熊手ですくって助けてくれた。ノンちゃんはおじいさんに、自分や家族の身の上を打ち明ける。

## 映画作品

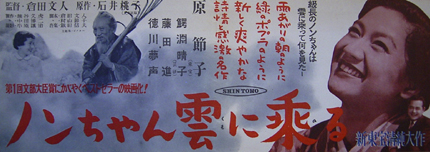
ポスター

雲の上の世界の描写にはアニメーション合成技術が使用されている。
前年から病気療養していた原節子の復帰作として注目された。

### スタッフ
- 監督：倉田文人
- 製作：熊谷久虎、中田博二
- 原作：石井桃子
- 脚本：倉田文人、村山節子
- 撮影：小原譲治
- 美術：山手健
- 音楽：飯田信夫
- バレエ振付：谷桃子
- 後援：雪印乳業[2]

### キャスト
- 鰐淵晴子 - ノンちゃん（田代信子）
- 原節子 - お母さん
- 藤田進 - お父さん
- 徳川夢声 - 雲のおじいさん
- 臼井正明 - 山口先生
- 石井秀明 - 長吉
- 小沢路子 - おばさん
- 名古屋章
- 大泉滉
- 高崎淳生
- 倉田マユミ
- 谷桃子バレエ団
- 阿里道子 - ナレーター

### 映像ソフト
- 2000年11月24日に発売イマジカ・販売エスモックよりDVDが発売された[3]。

### リバイバル
- 本作はその後1960年5月21日に、『希望の青空』と改題してリバイバル上映された。同時上映は『女と命をかけてブッ飛ばせ』[2]・

## テレビ番組
1956年3月26日から同年4月7日まで、KRT（現：TBSテレビ）の『影絵名作アルバム』（月 - 日18:45 - 18:50）で「影絵劇」としてテレビ放送された。「雪の会」が影絵を手掛け、語りは井潤一が担当した。
| KRT 影絵名作アルバム | KRT 影絵名作アルバム            | KRT 影絵名作アルバム |
| 前番組               | 番組名                          | 次番組               |
| -------------------- | ------------------------------- | -------------------- |
| 風の又三郎           | ノンちゃん雲に乗る （影絵劇版） | 山椒大夫             |

## 単行本
- 『ノンちゃん雲に乗る』 - 角川文庫、1973年5月。ISBN 978-4041342015
- 『ノンちゃん雲に乗る（福音館創作童話シリーズ）』 - 福音館書店、1967年1月。ISBN 978-4834000795